# Ophiusa fulvotaenia
Ophiusa fulvotaenia är en fjärilsart som beskrevs av Achille Guenée 1852. Ophiusa fulvotaenia ingår i släktet Ophiusa och familjen nattflyn. Inga underarter finns listade i Catalogue of Life.